# Enilce López
Enilce del Rosario López Romero (Sucre, Sucre 1952-Barranquilla, Atlántico 13 de enero de 2024), conocida como La Gata, fue una empresaria de apuestas y criminal colombiana. 
Ganó notoriedad en el ámbito político colombiano después de que se revelara que aportó dineros para la campaña que llevó a la presidencia a Álvaro Uribe Vélez en 2002. Desde 2006 se encontraba detenida por orden de la Fiscalía, acusada de lavado de activos y homicidio dado que pagaba una condena de 37 años de prisión por el homicidio de Amaury Fabian Ochoa Torres, ocurrido en el año 2000. También era cercana a las AUC. Estuvo hospitalizada en la ESE Cari de Alta Complejidad en Barranquilla hasta 2018 cuando le dieron prisión domiciliaria debido a un grave cuadro de desnutrición, que le llevó a perder peso gravemente. Falleció el 13 de enero a las 11:00 p m. en una clínica de Barranquilla por falla multisistémica.

## Biografía
Enilce López provenía de una familia humilde, en su juventud estuvo a punto de ingresar a un convento como novicia, de lo cual desistió por razones económicas. De joven se ganaba la vida leyendo el tarot y comerciando en Magangué, Bolívar, junto con su esposo, el expolicía Héctor Julio Alfonso Pastrana, de Tena, Cundinamarca, con quien tuvo tres hijos: Jorge Julio, exalcalde de Magangué (2003-2007), preso y procesado por dos homicidios; José Luis, también capturado; y Héctor, exrepresentante por el Partido Conservador, y senador vigente por el partido PIN y dos hijos extramatrimoniales, que viven en el exilio. Se convirtió en prestamista y con los años logró hacerse a una pequeña fortuna que le permitió, hacia los años 1980, establecer un negocio de casa de apuestas o chance llamado Apuestas Permanentes El Gato y comenzó a expandir su negocio hacia los departamentos aledaños, gracias a una relación extramatrimonial con el Clan Gnecco.
López ha sido señalada de haber tenido nexos con el narcotraficante y miembro del Cartel de Medellín Gonzalo Rodríguez Gacha. También fue acusada de tener conexiones con el Clan Gnecco y autora de diversas masacres en el municipio de Magangué.

## Financiación de la campaña Uribe
En 2005 el entonces representante a la Cámara Gustavo Petro denunció que Enilce López, quien era investigada por sus presuntos nexos con las Autodefensas Unidas de Colombia, había financiado la campaña del presidente Álvaro Uribe en 2002, lo cual desmintió en su momento el gobierno. Sin embargo, en la campaña por la reelección en 2006 el presidente Uribe reconoció el apoyo económico.

## Presuntos vínculos con paramilitares
Después de una vida difícil, de sobrevivir con muy poco dinero, Enilce pasó a interesarse más por él hasta llegar a ser acusada por las FARC de ser una jefa paramilitar en Magangué. Tuvo escoltas y compró muchas propiedades costosas a lo largo de la costa colombiana.
Su marido Héctor Julio Alfonso Pastrana y su hijo Jorge Luis Alfonso López eran miembros de organizaciones paramilitares.
Las millonarias ganancias de esta mujer, atrajeron la atención de la Fiscalía General de Colombia y Enilce tuvo que responder ante la justicia.
López se vio implicada en varios escándalos, como el de aportar en 2002 $90,000 en la campaña del entonces candidato Álvaro Uribe Vélez y de tener 20.000 vendedores y 4.000 empleados asociados a su empresa del chance; también de tener 150 cuentas bancarias y $1.200 millones ($600.000)
La Fiscalía espera que López aclare hechos como el del giro de $790 millones ($400.000) a la Alcaldía de Montecristo.
Enilce López se encontraba actualmente en Magangué pagando prisión domiciliaria por nexos con los paramilitares. Uno de sus hijos mayores es ahora senador electo de la república de Colombia y está siendo investigado por el Consejo Nacional Electoral por la dudosa procedencia de los dineros de su campaña, además está adscrito al polémico partido político PIN y el otro hijo Jorge Luis Alfonso López, está huyendo de la justicia acusado de haber sido el autor intelectual del asesinato de un hombre que residía en el municipio de Magangué como también ha sido investigada en varios crímenes.[cita requerida]